# Urema-See
Der Urema-See ist ein See in Mosambik.

## Geografie
Der Urema-See befindet sich in der Provinz Sofala, etwa 25 km westlich der Stadt Muanza. Er liegt auf der Grenze zwischen den Distrikten Muanza und Gorongosa, im Nationalpark Gorongosa. Er spiel eine zentrale Rolle als Wasserquelle für die Wildtiere des Parks.
Der See liegen am Grund des Urema-Grabens, der den südlichen Teil des Afrikanischen Grabenbruches bildet. Das Tal wird im Osten vom Cheringoma-Plateau und im Westen vom Barue-Plateau flankiert.

## Hydrologie
Das Einzugsgebiet des Urema-Sees, mit seinem längsten Zufluss Nhanduge, hat eine Fläche von etwa 8000 km² (nach anderen Quellen 8755 km²). Sein einziger Oberirdischer Abfluss ist der Urema, ein kurzer Nebenfluss der Pungwe.
Der Wasserspiegel und die Größe des Sees sind starken Schwankungen unterlegen. Die mittlere Tiefe liegt bei 1,6 m, die Ausdehnung schwankte zwischen 1979 und 2000 zwischen 17 und 25 km². Seine größte Ausdehnung hatte er im Mai 1997 mit 104 km².
Der Vunduzi (nicht zu verwechseln mit dem deutlich längeren gleichnamigen Pungwe Nebenfluss), der am Gorongosa-Massiv entspringt, ist der wichtigste Zufluss in der Trockenzeit.